# 시창 위성발사센터

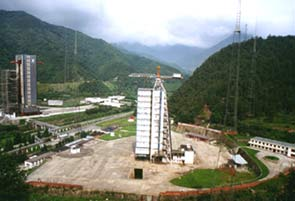

시창 인공위성 발사 센터(중국어: 西昌卫星发射中心/西昌衛星發射中心 Xīchāng Weìxīng Fāshè Zhōngxīn[*], 영어: Xichang Satellite Launch Center, XSLC)는 중국의 우주공항이다. 사천성 량산 이족 자치주 시창시에 있다. GPS 좌표는 1984년부터 사용했다.

## 역사
1996년에 치명적인 사고가 발생했다.
2007년 인공위성 요격 미사일의 시험을 한 것으로 알려져 있다.
2018년 12월 7일, 무게 1.32톤의 창어 4호를 탑재한 창정 3B 로켓이 시창 위성발사센터에서 발사되었다. 2019년 1월 3일 오전 11시 26분(한국 시간), 남극 에이트켄 분지의 본 카르만 크레이터에 착륙했다. 세계 최초로 달뒷면에 착륙을 성공하였다.

## 같이 보기
- 주취안 위성발사센터
- 타이위안 위성발사센터